# Línea 212 (Interurbanos Madrid)
La línea 212 de la red de autobuses interurbanos de Madrid une el área intermodal de Canillejas (Madrid) con Paracuellos de Jarama y la urbanización Miramadrid.

## Características
Esta línea da servicio al casco urbano de Paracuellos de Jarama y la urbanización Miramadrid, con un recorrido que dura aproximadamente 45 minutos.
Originalmente tenía su cabecera junto al metro de Ciudad Lineal. Es la segunda línea que unió Madrid y Paracuellos de Jarama tras crecer la demanda de servicio de autobús en la urbanización Los Berrocales del Jarama.
Desde noviembre de 2007 cambió su cabecera a Barajas junto a la estación de metro de Barajas cambiando su antigua denominación de 212 Madrid (Ciudad Lineal) - Paracuellos (Berrocales) a 212 Madrid (Barajas) - Paracuellos (Berrocales).
Desde febrero de 2008 su cabecera a la actual en el Área intermodal de Canillejas para mejorar las conexiones dentro de Madrid cuando se creó la línea 214 a comienzos de noviembre de 2007, ya inexistente. Su denominación fue adaptada al cambio de cabecera, quedándose 212 Madrid (Canillejas) - Paracuellos (Berrocales).
Hasta el 15 de enero de 2013, algunas expediciones circulaban de lunes a viernes laborables hasta el Centro Comercial San Fernando, en el término municipal de San Fernando de Henares. Este cambio coincidió también con la modificación de su recorrido en el municipio de Paracuellos de Jarama, coincidiendo con la reordenación de la oferta en días laborables de las líneas 212 y 214. La modificación consistió en la ampliación del recorrido por la Urbanización Miramadrid, de forma que en vez de circular por el Paseo de las Camelias, la línea circula por la Avenida de Juan Pablo II y la Avenida de la Circunvalación, y la eliminación del tramo dentro del casco urbano de Paracuellos (Calle Ronda de la Fuente y Calle del Chorrillo Alta). Esto no conllevó a ningún cambio de denominación puesto que la línea todavía alcanzaba la Urbanización Los Berrocales.
El 12 de diciembre de 2016 se suprimieron de los servicios a la Urbanización Los Berrocales, cambió su antigua denominación de 212 Madrid (Canillejas) - Paracuellos (Berrocales) a la actual 212 Madrid (Canillejas) - Paracuellos (Miramadrid). Este cambio fue coincidente con la creación de la línea 1 y línea 2 de autobuses urbanos. Este nuevo recorrido era idéntico a la línea 214 hasta la Estación de Barajas por lo que fue suprimida también en la reordenación.
Hasta el 31 de enero de 2020 la línea contaba con expediciones nocturnas los viernes, sábados y vísperas de festivo que fueron absorbidas por la recién creada línea N204 (salvo una expedición).
Los viernes y sábados laborables y vísperas de festivo se complementa con la línea N204 ofreciendo un servicio adicional pasada la medianoche hacia Paracuellos de Jarama.
Siguiendo la numeración de líneas del CRTM, las líneas que circulan por el corredor 2 son aquellas que dan servicio a los municipios situados en torno a la A-2 y comienzan con un 2. Aquellas numeradas dentro de la decena 210 corresponden a aquellas que circulan por Paracuellos de Jarama.
La línea mantiene los mismos horarios todo el año (exceptuando las vísperas de festivo y festivos de Navidad).
Está operada por la empresa ALSA mediante la concesión administrativa VCM-203 - Madrid - Paracuellos de Jarama - Valdeavero (Viajeros Comunidad de Madrid) del Consorcio Regional de Transportes de Madrid.

## Horarios
| Lunes a viernes laborables              | Lunes a viernes laborables | Sábados laborables, domingos y festivos | Sábados laborables, domingos y festivos |
| Madrid > Paracuellos                    | Paracuellos > Madrid       | Madrid > Paracuellos                    | Paracuellos > Madrid                    |
| 06:20                                   | 06:00                      | 07:25                                   | 06:40                                   |
| 06:40                                   | 06:20                      | 08:00                                   | 07:15                                   |
| 07:00                                   | 06:40                      | 08:55                                   | 08:10                                   |
| 07:20                                   | 07:00                      | 09:30                                   | 08:45                                   |
| 07:40                                   | 07:15                      | 10:25                                   | 09:40                                   |
| 08:00                                   | 07:30                      | 11:10                                   | 10:25                                   |
| 08:20                                   | 07:45                      | 11:55                                   | 11:10                                   |
| 08:40                                   | 08:05                      | 12:40                                   | 11:55                                   |
| 09:00                                   | 08:25                      | 13:25                                   | 12:40                                   |
| 09:20                                   | 08:45                      | 14:10                                   | 13:25                                   |
| 09:40                                   | 09:05                      | 14:55                                   | 14:10                                   |
| 10:00                                   | 09:25                      | 15:40                                   | 14:55                                   |
| 10:20                                   | 09:45                      | 16:25                                   | 15:40                                   |
| 10:40                                   | 10:05                      | 17:10                                   | 16:25                                   |
| 11:00                                   | 10:25                      | 17:55                                   | 17:10                                   |
| 11:20                                   | 10:45                      | 18:35                                   | 17:55                                   |
| 11:40                                   | 11:05                      | 19:25                                   | 18:40                                   |
| 12:00                                   | 11:25                      | 20:10                                   | 19:25                                   |
| 12:20                                   | 11:45                      | 20:55                                   | 20:10                                   |
| 12:40                                   | 12:05                      | 21:40                                   | 20:55                                   |
| 13:00                                   | 12:25                      | 22:25                                   | 21:40                                   |
| 13:20                                   | 12:45                      | 23:10                                   | 22:25                                   |
| 13:40                                   | 13:05                      |                                         | 23:10                                   |
| 14:00                                   | 13:25                      | 23:55                                   |                                         |
| 14:20                                   | 13:45                      | Noches de sábados laborables            | Noches de sábados laborables            |
| 14:40                                   | 14:05                      | 00:35                                   |                                         |
| 15:00                                   | 14:25                      |                                         |                                         |
| 15:20                                   | 14:45                      |                                         |                                         |
| 15:40                                   | 15:05                      |                                         |                                         |
| 16:00                                   | 15:25                      |                                         |                                         |
| 16:20                                   | 15:45                      |                                         |                                         |
| 16:40                                   | 16:05                      |                                         |                                         |
| 17:00                                   | 16:25                      |                                         |                                         |
| 17:20                                   | 16:45                      |                                         |                                         |
| 17:40                                   | 17:05                      |                                         |                                         |
| 18:00                                   | 17:25                      |                                         |                                         |
| 18:20                                   | 17:45                      |                                         |                                         |
| 18:40                                   | 18:05                      |                                         |                                         |
| 19:00                                   | 18:25                      |                                         |                                         |
| 19:20                                   | 18:45                      |                                         |                                         |
| 19:40                                   | 19:05                      |                                         |                                         |
| 20:00                                   | 19:25                      |                                         |                                         |
| 20:20                                   | 19:45                      |                                         |                                         |
| 20:40                                   | 20:05                      |                                         |                                         |
| 21:00                                   | 20:25                      |                                         |                                         |
| 21:20                                   | 20:45                      |                                         |                                         |
| 21:40                                   | 21:05                      |                                         |                                         |
| 22:00                                   | 21:25                      |                                         |                                         |
| 22:20                                   | 21:45                      |                                         |                                         |
| 22:40                                   | 22:05                      |                                         |                                         |
| 23:00                                   | 22:25                      |                                         |                                         |
| 23:30                                   | 22:45                      |                                         |                                         |
|                                         | 23:10                      |                                         |                                         |
| 23:40                                   |                            |                                         |                                         |
| Noches de viernes y vísperas de festivo |                            |                                         |                                         |
| 00:35                                   |                            |                                         |                                         |

## Recorrido y paradas

### Sentido Paracuellos de Jarama
La línea tiene su cabecera en la confluencia de la Calle de Alcalá y la Calle de Josefa Valcárcel, donde se ubica el Área Intermodal de Canillejas. En dicho Área, tienen su cabecera numerosas línea urbanas e interurbanas, además de múltiples pasantes.
La línea sigue su recorrido por la Avenida de Logroño (8 paradas) atravesando los barrios de Alameda de Osuna y Corralejos y el casco histórico de Barajas, saliendo del mismo por la carretera M-113 (Barajas-Paracuellos). En esta carretera tiene 4 paradas, la primera antes de abandonar el término municipal de Madrid.
Dentro del casco urbano de Paracuellos de Jarama, la línea circula por el Paseo del Radar, la Avenida de los Charcos, la Avenida de Juan Pablo II y finalmente la Avenida de la Circunvalación, siendo la última parada su cabecera en la intersección con la Avenida de los Charcos.
| Código | Zona | Localidad             | Denominación                                               | Ubicación                       | Líneas de la parada                          | Metro      |
| ------ | ---- | --------------------- | ---------------------------------------------------------- | ------------------------------- | -------------------------------------------- | ---------- |
| 18095  |      | Madrid                | Canillejas - Área Intermodal                               | Calle de Josefa Valcárcel Nº152 | 18095 A 212 256 N204 18095 B 211 18095 C 213 | Canillejas |
| 07324  |      | Madrid                | Avenida de Logroño - Paseo de la Alameda de Osuna          | Avenida de Logroño Nº6A         | 211 212 213 256 827 828 N204                 |            |
| 07325  |      | Madrid                | Avenida de Logroño - Calle de los Jardines de Aranjuez     | Avenida de Logroño Nº36         | 211 212 213 256 827 N204                     |            |
| 07326  |      | Madrid                | Avenida de Logroño - Parque de El Capricho                 | Avenida de Logroño Nº40B        | 211 212 213 256 827 N204                     |            |
| 07327  |      | Madrid                | Avenida de Logroño - Alameda de Osuna                      | Avenida de Logroño Nº189        | 211 212 213 256 827 N204                     |            |
| 4922   |      | Madrid                | Avenida de Logroño - Calle de Tintín y Milú                | Avenida de Logroño Nº227C       | 105 112 115 N4 211 212 213 256 827 N204      |            |
| 1313   |      | Madrid                | Avenida de Logroño - Calle del Marqués de Berna            | Avenida de Logroño Nº243        | 105 112 115 N4 211 212 213 256 827 N204      |            |
| 1315   |      | Madrid                | Avenida de Logroño - Calle de Ariadna                      | Avenida de Logroño Nº96         | 105 115 166 N4 211 212 213 256 827 N204      |            |
| 1321   |      | Madrid                | Avenida de Logroño - Calle de Algemesí                     | Avenida de Logroño Nº130        | 105 115 166 211 212 213 256 827 N204         |            |
| 07333  |      | Madrid                | Avenida de Logroño - Plaza de Pajarones                    | Avenida de Logroño Nº162        | 211 212 213 256 263 827 N204                 | Barajas    |
| 07335  |      | Madrid                | Carretera M-111 - Depuradora de Valdebebas                 | M-111 km. 3                     | 211 212 213 256 263 N204                     |            |
| 07336  |      | Paracuellos de Jarama | Carretera M-113 - Residencial Jarama                       | M-113 km. 0,1                   | 210 211 212 213 256 N204                     |            |
| 07337  |      | Paracuellos de Jarama | Carretera M-113 - Residencial Nuevo Amanecer               | M-113 km. 0,5                   | 210 211 212 213 256 N204                     |            |
| 07338  |      | Paracuellos de Jarama | Carretera M-113 - Navegación Aérea                         | M-113 km. 1,2                   | 210 211 212 213 256 N204                     |            |
| 15767  |      | Paracuellos de Jarama | Calle Real - Calle Atarre                                  | Calle Real Nº25                 | 210 211 212 213 256 N204 1 2                 |            |
| 11967  |      | Paracuellos de Jarama | Paseo del Radar - Avenida de Andalucía                     | Paseo del Radar Nº2A            | 210 212 215 N204 1 2                         |            |
| 17299  |      | Paracuellos de Jarama | Paseo del Radar - Calle de Extremadura                     | Paseo del Radar Nº36            | 210 212 215 N204                             |            |
| 17292  |      | Paracuellos de Jarama | Avenida de los Charcos - Plaza de los Deportes             | Avenida de los Charcos Nº1      | 210 212 215 N204                             |            |
| 17290  |      | Paracuellos de Jarama | Avenida de los Charcos - Calle Río Torote                  | Avenida de los Charcos Nº1      | 210 212 215 N204                             |            |
| 17288  |      | Paracuellos de Jarama | Avenida de los Charcos - Paseo de las Camelias             | Avenida de los Charcos Nº1      | 210 212 215 N204                             |            |
| 17286  |      | Paracuellos de Jarama | Avenida de Juan Pablo II - Calle Gaspar de Morales         | Avenida de Juan Pablo II Nº28   | 210 212 N204 1 2                             |            |
| 17284  |      | Paracuellos de Jarama | Avenida de Juan Pablo II - Avenida Valdediego              | Avenida de Juan Pablo II Nº44   | 210 212 N204 1 2                             |            |
| 17281  |      | Paracuellos de Jarama | Avenida de Juan Pablo II - Calle de Santiago Apóstol       | Avenida de Juan Pablo II Nº52   | 210 212 1 2                                  |            |
| 17279  |      | Paracuellos de Jarama | Avenida de Circunvalación - Calle Nuestra Señora de Belvis | Avenida de Circunvalación Nº351 | 210 212 N204 1 2                             |            |
| 17278  |      | Paracuellos de Jarama | Avenida de Circunvalación - Avenida de los Charcos         | Avenida de Circunvalación Nº321 | 210212N204 1 2                               |            |

### Sentido Madrid (Canillejas)
El recorrido de vuelta es igual al de ida pero en sentido contrario.
| Código | Zona | Localidad             | Denominación                                               | Ubicación                       | Líneas de la parada                          | Metro      |
| ------ | ---- | --------------------- | ---------------------------------------------------------- | ------------------------------- | -------------------------------------------- | ---------- |
| 17277  |      | Paracuellos de Jarama | Avenida de Circunvalación - Avenida de los Charcos         | Avenida de Circunvalación Nº319 | 210 212 N204 1 2                             |            |
| 17280  |      | Paracuellos de Jarama | Avenida de Circunvalación - Calle Nuestra Señora de Belvis | Avenida de Circunvalación Nº351 | 210 212 N204 1 2                             |            |
| 17282  |      | Paracuellos de Jarama | Avenida de Juan Pablo II - Calle Los Andes                 | Avenida de Juan Pablo II Nº53   | 210 212 N204 1 2                             |            |
| 17283  |      | Paracuellos de Jarama | Avenida de Juan Pablo II - Avenida Valdediego              | Avenida de Juan Pablo II Nº35   | 210 212 N204 1 2                             |            |
| 17285  |      | Paracuellos de Jarama | Avenida de Juan Pablo II - Paseo de las Camelias           | Avenida de Juan Pablo II Nº28   | 210 212 N204 1 2                             |            |
| 17287  |      | Paracuellos de Jarama | Avenida de los Charcos - Paseo de las Camelias             | Avenida de los Charcos Nº1      | 210 212 215 N204                             |            |
| 17291  |      | Paracuellos de Jarama | Avenida de los Charcos - Plaza de los Deportes             | Avenida de los Charcos Nº1      | 210 212 215 N204                             |            |
| 17298  |      | Paracuellos de Jarama | Paseo del Radar - Calle de Extremadura                     | Paseo del Radar Nº35            | 210 212 215 N204                             |            |
| 11966  |      | Paracuellos de Jarama | Paseo del Radar - Calle de Murcia                          | Paseo del Radar Nº2A            | 210 212 215 N204 1 2                         |            |
| 15766  |      | Paracuellos de Jarama | Calle Real - Calle Ronda de las Cuestas                    | Calle Ronda de las Cuestas Nº2  | 210 211 212 213 256 N204                     |            |
| 07342  |      | Paracuellos de Jarama | Carretera M-113 - Navegación Aérea                         | M-113 km. 1,3                   | 210 211 212 213 256 N204                     |            |
| 07343  |      | Paracuellos de Jarama | Carretera M-113 - Residencial Nuevo Amanecer               | M-113 km. 0,8                   | 210 211 212 213 256 N204                     |            |
| 07344  |      | Paracuellos de Jarama | Carretera M-113 - Residencial Jarama                       | M-113 km. 0,1                   | 210 211 212 213 256 N204                     |            |
| 07361  |      | Madrid                | Carretera M-111 - Depuradora de Valdebebas                 | M-111 km. 3                     | 211 212 213 256 263 N204                     |            |
| 07363  |      | Madrid                | Avenida de Logroño - Estación de Barajas                   | Avenida de Logroño Nº162        | 211 212 213 827 N204                         | Barajas    |
| 1322   |      | Madrid                | Avenida de Logroño - Calle de Algemesí                     | Avenida de Logroño Nº323        | 105 115 166 211 212 213 256 827 N204         |            |
| 1316   |      | Madrid                | Avenida de Logroño - Calle de Ariadna                      | Avenida de Logroño Nº303        | 105 115 166 N4 211 212 213 256 827 N204      |            |
| 1314   |      | Madrid                | Avenida de Logroño - Calle del Marqués de Berna            | Avenida de Logroño Nº243        | 105 112 115 N4 211 212 213 256 827 N204      |            |
| 4921   |      | Madrid                | Avenida de Logroño - Calle de Benifayó                     | Avenida de Logroño Nº225        | 105 112 115 N4 211 212 213 256 827 N204      |            |
| 07384  |      | Madrid                | Avenida de Logroño - Alameda de Osuna                      | Avenida de Logroño Nº179        | 211 212 213 256 827 N204                     |            |
| 07385  |      | Madrid                | Avenida de Logroño - Parque de El Capricho                 | Avenida de Logroño Nº40A        | 211 212 213 256 827 N204                     |            |
| 07386  |      | Madrid                | Avenida de Logroño - Calle de los Jardines de Aranjuez     | Avenida de Logroño Nº34         | 211 212 213 256 827 N204                     |            |
| 07396  |      | Madrid                | Avenida de Logroño - Paseo de la Alameda de Osuna          | Avenida de Logroño Nº29         | 165 211 212 213 256 827 828 N204             |            |
| 18095  |      | Madrid                | Canillejas - Área Intermodal                               | Calle de Josefa Valcárcel Nº152 | 18095 A 212 256 N204 18095 B 211 18095 C 213 | Canillejas |